# Ortles
L'Ortles en italien ou Ortler en allemand est un sommet des Alpes, à 3 905 m, point culminant du massif de l'Ortles, en Italie (Trentin-Haut-Adige). C'était également, jusqu'en 1919, le point le plus élevé de l'Autriche-Hongrie. Pendant la Première Guerre mondiale, l'armée austro-hongroise installe la position la plus élevée de la guerre sur la montagne, équipée de plusieurs pièces d'artillerie.
Tous les itinéraires vers le sommet sont des circuits de haute altitude exigeants. Il est recouvert sur la face nord-ouest par un glacier. La face nord de la montagne est considérée comme la plus grande paroi de glace des Alpes orientales, bien que de plus en plus de roches émergent à cause de la fonte des glaciers.

## Toponymie
L'origine du toponyme est contestée. Le nom italien contemporain, Ortles ou Orteles, est souvent considéré comme plus ancien. Il a également été trouvé sur les cartes allemandes jusqu'au 19e siècle. Au cours de son travail cartographique, Julius Payer a rapporté que la population locale de Solda utilisait le nom d'Ortler, qui a ensuite été utilisé dans les pays germanophones. On suppose souvent que le nom de la montagne est dérivé de l'Ortlerhof, qui a été documenté dès 1382, et de l'Ortleralm, également connu sous le nom d'Ortls. Ce nom est probablement dérivé d'Ortl, une forme abrégée du nom Ortwin ou Ortnit. Selon une autre théorie, le nom de la montagne serait plus ancien et donc à l'origine du nom de la ferme. Étymologiquement, Ortler pourrait donc être interprété comme une dérivation du mot de vieux haut allemand signifiant « point ». La désignation populaire « roi Ortler » est déjà documentée au début du XIXe siècle.
L'Ortles est souvent appelé également « roi des Alpes orientales », ce qui s'explique par le fait que la chaîne de la Bernina a été affectée aux Alpes occidentales jusqu'au XXe siècle et que l'Ortles a donc longtemps été la plus haute montagne des Alpes orientales.

## Géographie
L'Ortles est situé dans l'Ouest du Tyrol du Sud, dans le val Venosta, près de la frontière avec la province de Sondrio en Lombardie et de la frontière avec la Suisse. Il appartient à la partie septentrionale du massif de l'Ortles.
La vue depuis le sommet inclut les Alpes de l'Ötztal, les monts de la Silvretta et la chaîne de la Bernina, ainsi que l'Adamello-Presanella, le massif de Brenta et les Dolomites. Par temps clair, le panorama s’étend à l’ouest jusqu’à 185 km environ (il est possible d'apercevoir le Finsteraarhorn, dans les Alpes bernoises). Il est également possible de voir toute la zone autour du col de Resia et du Malser Haide. Les montagnes adjacentes sont le Gran Zebrù (3 851 m), la Punta Thurwieser (Thurwieserspitze en allemand, 3 683 m), la Punta Rosa (Rötlspitze en allemand, 3 026 m) à l’ouest de la vallée de Trafoi et le Laaser Berge avec la Cima Vertana (Vertainspitze en allemand, 3 545 m) à l’est de la vallée de Suldental. Toutes ces montagnes font également partie des Alpes d'Ortles.
L'Ortles est la plus haute montagne dans un rayon de 49 km, jusqu'au Piz Zupò (3 996 m) situé dans la chaîne de la Bernina. Pour y arriver, il faut descendre au moins jusqu'au passo di Fraele, à 1 955 m.

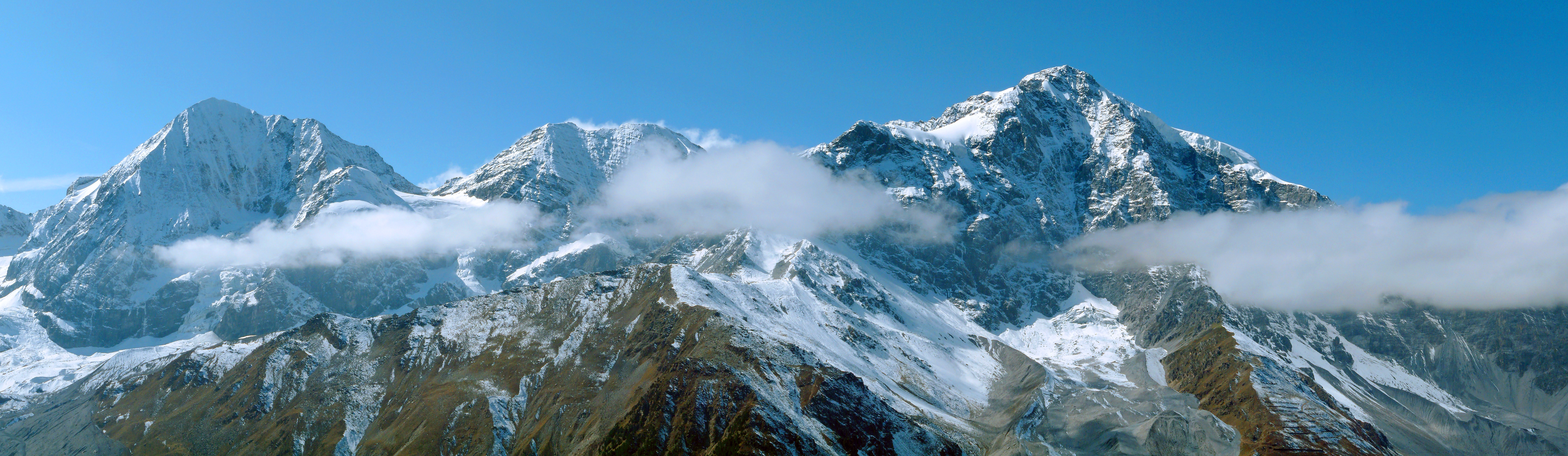
Königsspitze, Monte Zebru et Ortles depuis l'est.

## Topographie

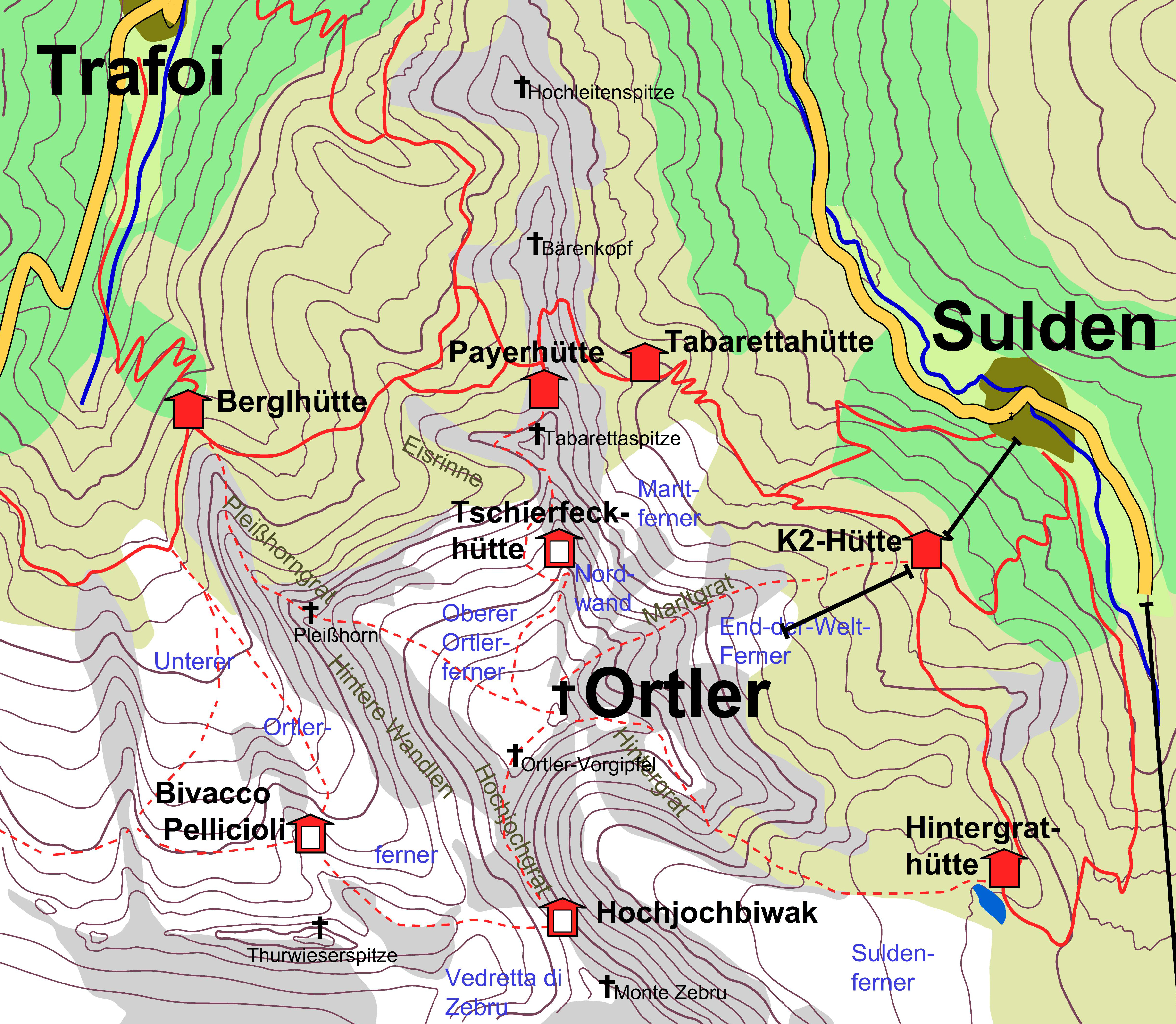
Carte de l'Ortles.

L'Ortles a une structure relativement imposante composée de nombreuses crêtes, falaises et glaciers. Le sommet lui-même ne culmine qu'à une vingtaine de mètres au-dessus du plateau de l'Ortles, un grand plateau qui s'incline légèrement vers le nord-ouest en direction du Hohe Eisrinne et du Trafoital, qui est recouvert par l'Oberer Ortlerferner. Des parois rocheuses abruptes relient ce plateau glaciaire de tous les côtés, en particulier sur sa limite orientale, la crête nord ou Tabarettakamm. La face est de l'Ortles est traversée par un couloir raide, la Schückrinne, qui se jette dans l'End-der-Welt-Ferner en contrebas. Au sud-est, l'Hintergrat, partiellement glaciaire, traverse le Signalkopf (3 725 m), l'Oberen (3 466 m) et l'Unteren Knott (3 212 m) jusqu'au Hintergratkopf (2 813 m). La face sud-est est traversée par la Minnigeroderinne, en contrebas de laquelle se trouve le Suldenferner. Au sud, le Hochjochgrat mène du sous-sommet de l'Ortler (Anticima, 3 845 m) au Hochjoch de 3 535 m d'altitude, transition vers le Monte Zebrù. A l'ouest du Hochjoch se trouve le Zebrùferner, qui se jette dans le val Zebrù (Zebrùtal), qui appartient déjà à la Lombardie. Au nord, le col de l'Ortles, à 3 353 m, sépare le Zebrùferner de l'Unterer Ortlerferner, qui coule vers le nord-ouest en direction de Trafoital. L'extrémité nord de ce glacier est formée par l'affleurement rocheux jusqu'à 1 000 m de haut du Hinteren Wandlen, qui forme la rupture sud-ouest de l'Ortlerferner supérieur. Au nord-ouest, le Hinteren Wandlen se jette dans le Pleißhorngrat, qui porte le Pleißhorn (Corno di Plaies) à 3 158 m de haut.

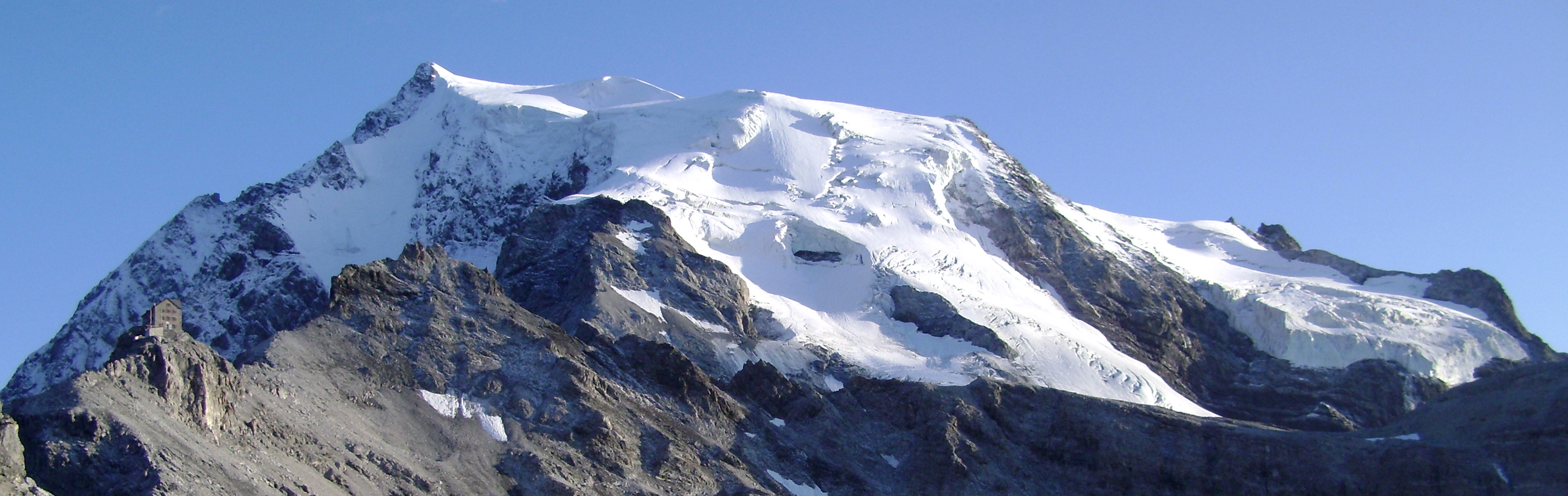
Payerhütte et le plateau glaciaire Oberer Ortlerferner au second plan.
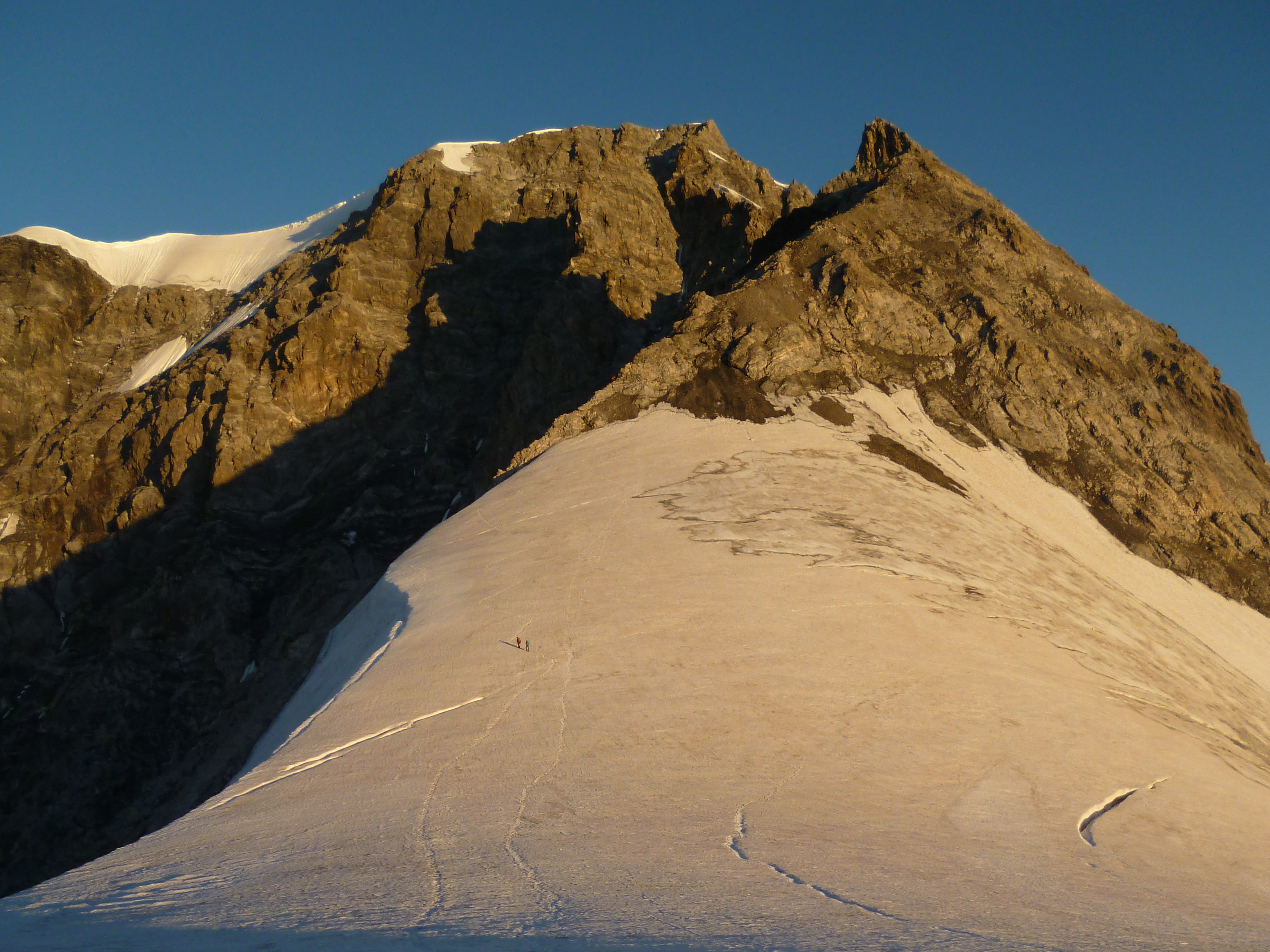
L'Ortles depuis le sud-est, avec la crête de l'Hintergrat et le Signalkopf à droite.

## Itinéraires

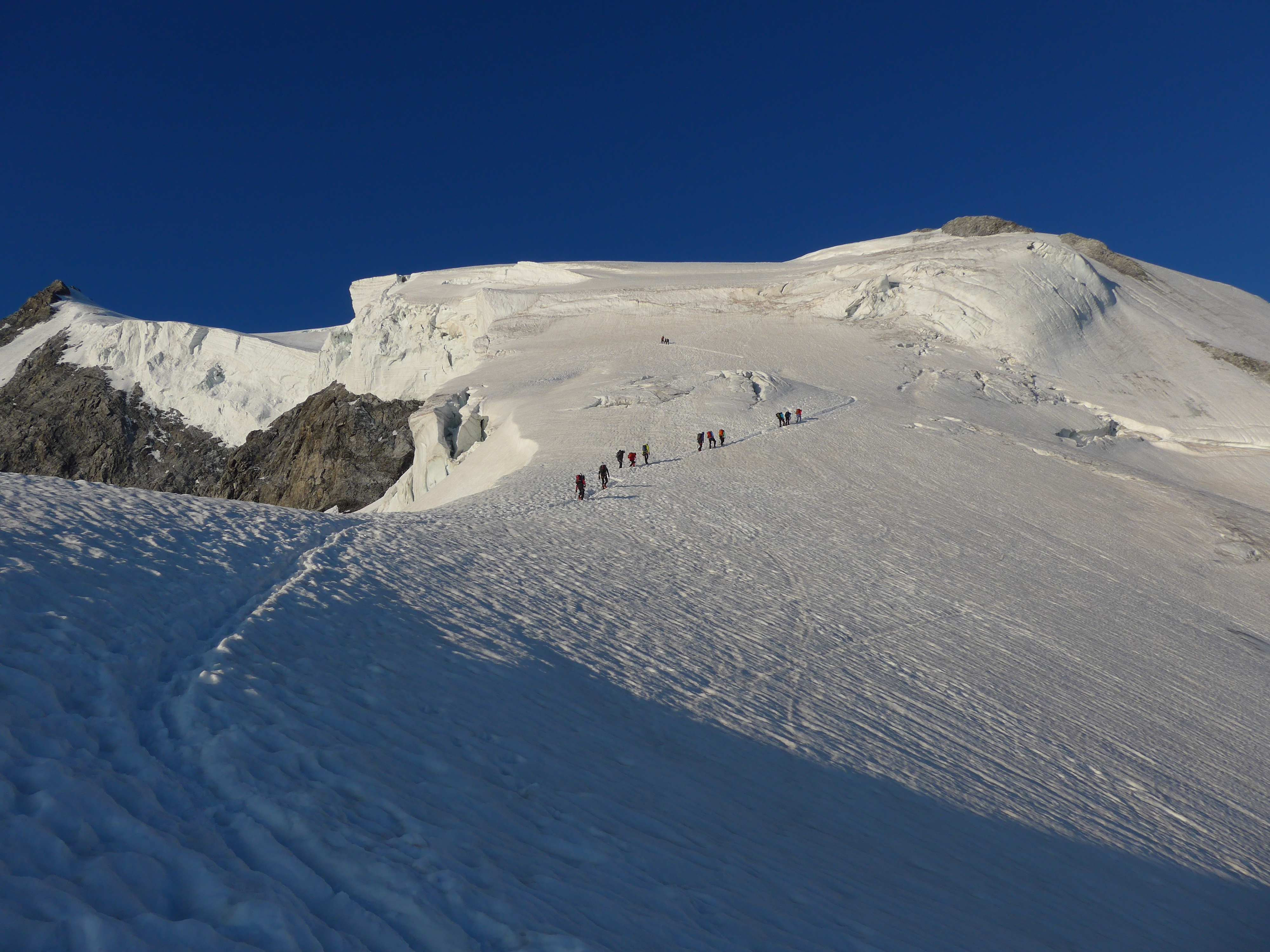
Voie normale.

De nombreux itinéraires mènent au sommet de l'Ortles, qui peuvent tous être classés comme des circuits sérieux en haute altitude. La plupart de ces voies, cependant, sont presque exclusivement d'intérêt historique et sont très rarement parcourues. Beaucoup ne sont jamais répétées après leur première ascension.
Le point de départ de la voie normale vers l'Ortles est la Payerhütte (3 020 m) au nord de la Tabarettaspitze, accessible par la Tabarettahütte (2 556 m) depuis Sulden ou depuis l'ouest depuis Trafoi. De là, la voie mène, en partie sécurisé comme une via ferrata, sur la crête nord, puis dans un névé raide (jusqu'à 40°) jusqu'au bivouac Tschierfeckhütte (3 316 m) puis jusqu'au sommet. La difficulté est III- (UIAA). Trois à cinq heures sont nécessaires pour effectuer le parcours. Cet itinéraire est l'ascension la plus facile et la plus fréquemment utilisée vers l'Ortles et est généralement utilisée en relation avec d'autres ascensions comme itinéraire de descente.
La Tabarettahütte est le point de départ pour l'ascension de la face nord. Les itinéraires traversant la face nord sont sujets à d'importantes modifications dues au recul du glacier. Certains d'entre eux sont devenus plus faciles alors que certains n'existent plus. Les spécifications de difficulté et de pente pour l'Ertlweg et ses différentes variantes sont donc différentes et vont de 55° à la verticale. Le Holl-Witt-Weg à l'ouest de la face nord est l'un des itinéraires les plus difficiles des Alpes orientales avec une pente atteignant 90°.
La cabane K2 (2 330 m) se trouve en contrebas du Marltgrat et est accessible depuis Sulden par le télésiège de Langenstein. Une deuxième remontée ouvre la partie inférieure de l'End-der-Welt-Ferner pour le domaine skiable de Solda. L'itinéraire le plus important à partir de cette cabane est le Marltgrat (III, 50°), mais la Schückrinne (III, 55°) peut également être empruntée.

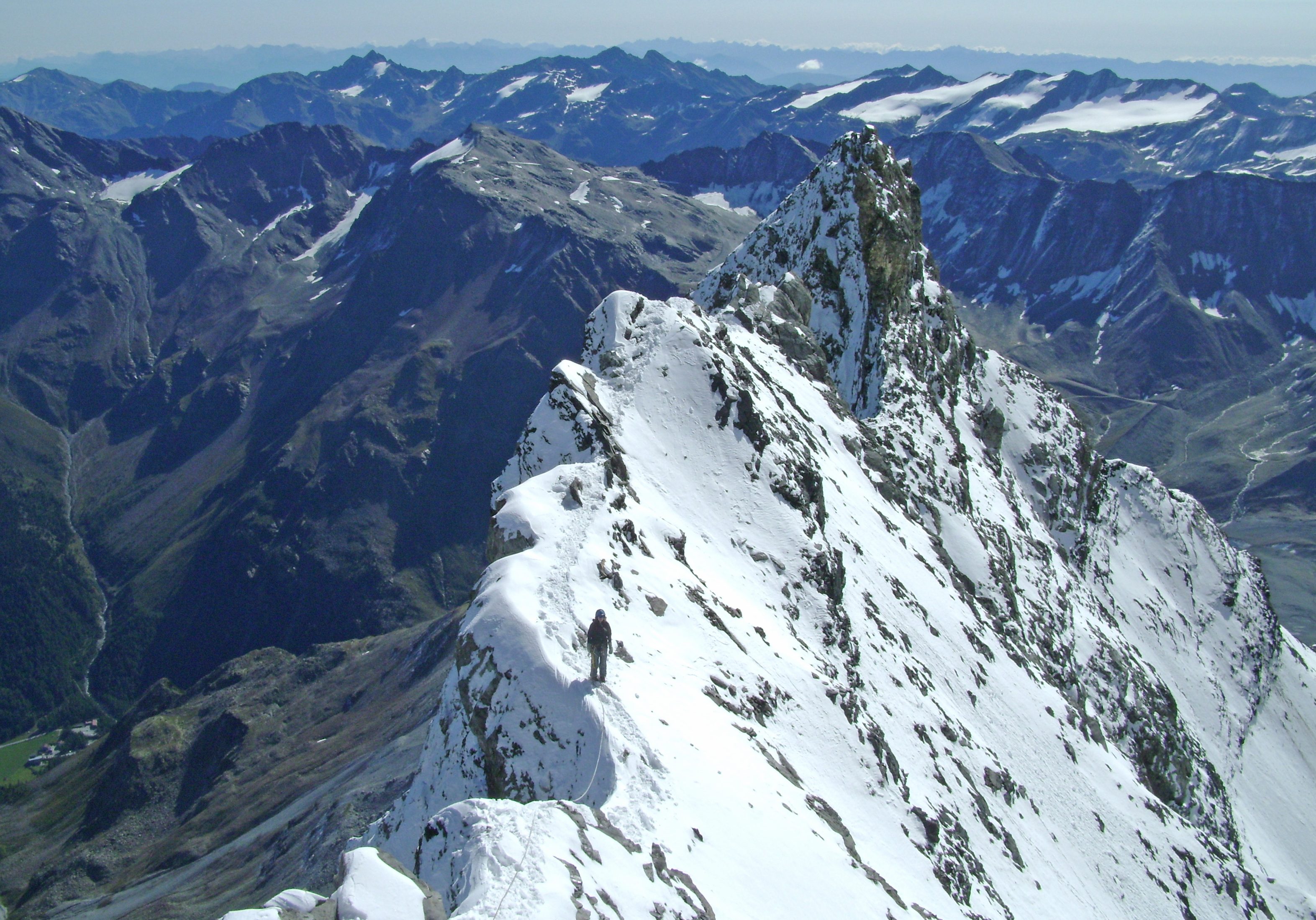
L'Hintergrat.

Un autre point de départ important est le Hintergrathütte (2 651 m) sous le Suldenferner. De là, la voie populaire passe par l'Hintergrat puis monte au sommet, présentant des difficultés d'escalade jusqu'à IV et des pentes jusqu'à 40°. Les autres ascensions depuis le Hintergrathütte sont l'Untere Hintergrat (III, 45°), la Minnigeroderinne (45°) avec sa variante à sortie directe (50°), la face sud-sud-est (aussi Lannerfuhre, III, 45°-50°), et la Harpprechtrinne (III, 50°) jusqu'au Hochjochgrat. A l'exception de la Minnigeroderinne, ces voies sont rarement empruntés.
Le bivouac du Hochjoch (3 535 m) entre l'Ortles et le Monte Zebrù, est le point de départ du Hochjochgrat (IV, 50°). Les autres voies de ce versant, comme l'arête sud-ouest (IV, 50-55°) et les faces gauche (45-50°) et droite ouest (IV, 55°) sont de peu d'importance.
Les autres ascensions du versant sud-ouest de l'Ortles sont accessibles depuis le bivouac du Hochjoch ainsi que depuis la Berglhütte (2 188 m). En plus de la face sud-ouest Pinggera-Tomasson (III, 50°), la seule voie historiquement significative est le Pichlerführung à travers le Hinteren Wandlen (II, 45-50°). Les autres itinéraires sont le Soldàweg (IV, 60°), le Pilier Sud-Ouest (V+) et la Voie Nord par la face Sud-Ouest (IV). Le Meraner Weg (III, 40°), partiellement sécurisé sur le Pleißhorngrat, est relativement fréquenté. Le Stickle-Pleiss-Rinne (IV-, 45°) mène également au Pleißhorngrat. À l'est de celui-ci se trouvent la face nord-ouest (IV, 50°), La casa di Asterione (V, 80°) et Via un battito d'ali (60°). De la Berglhütte, l'itinéraire sur le Hohe Eisrinne mène à la crête nord puis rejoint la voie normale jusqu'au sommet. Cette voie est de peu d'importance en été, mais est considérée comme la seule ascension à ski vers le sommet de l'Ortles au printemps.

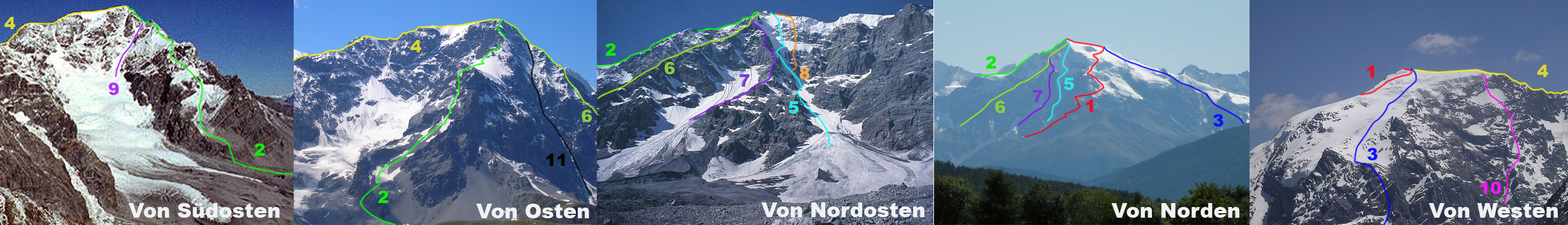
Quelques itinéraires importants sur l'Ortles : 1=Normalweg, 2=Hintergrat, 3=Meranerweg, 4=Hochjochgrat, 5=Ertlweg, 6=Marltgrat, 7=Rothböckgrat, 8=Holl-Witt-Weg, 9=Minnigeroderinne, 10=Pichlerführe, 11=Schückrinne

## Histoire

### Premières expéditions

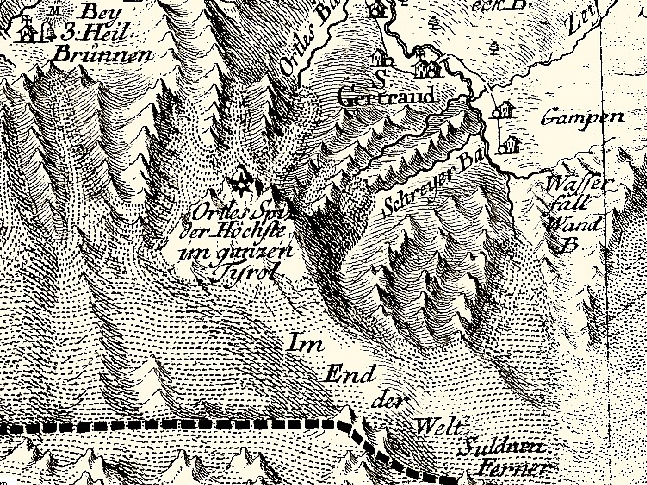
« Ortles Spiz » dans lAtlas Tyrolensis de 1774.

Malgré le manque d'altimétrie, la grande hauteur de l'Ortles est connue très tôt, dans l'Atlas Tyrolensis de 1774, dans lequel la montagne apparaît pour la première fois sur une carte. Elle est répertoriée comme « Ortles Spiz la plus haute de tout le Tyrol ». Cela en a également fait la plus haute montagne de la monarchie de Habsbourg.
En 1804, l'archiduc Jean d'Autriche traverse le Tyrol et voit l'Ortles depuis le col de Resia. Il charge ensuite le fonctionnaire Johannes Gebhard d'organiser la première ascension de la montagne. Gebhard arrive à Sulden le 28 août 1804 et promet de l'argent aux fermiers locaux pour trouver une voie vers le sommet. Il est accompagné des deux alpinistes expérimentés, Johann Leitner et Johann Klausner du Zillertal. La reconnaissance de l'itinéraire commence le lendemain et, le 13 septembre, les hommes font quatre tentatives infructueuses, la plupart près de la voie normale d'aujourd'hui. La sixième tentative, avec un harpiste ambulant qui se présentait comme un alpiniste chevronné mais s'avéra être un charlatan, échoue au bout de trois jours. Gebhard rejette plusieurs autres candidats qui ont fait une impression douteuse.
Le 26 septembre, Josef Pichler, dit Pseyrer Josele, chasseur de chamois au château de Churburg à Sluderno, se présente à Gebhard. Il gagne la confiance de Gebhard en proposant de ne demander un salaire que s'il réussissait. Le même jour, il part avec Leitner et Klausner. Contrairement aux tentatives précédentes, Pichler ne part pas depuis Sulden, mais depuis Trafoi. Sans corde d'escalade ni piolet, ils escaladent le Hinteren Wandlen. Le parcours est désormais considéré comme difficile (II-III, 50° dans le névé) et très dangereux, même si le tracé exact est parfois mis en doute. Il a été rarement répété plus tard. La raison du choix d'une ascension aussi difficile est probablement que Josef Pichler, en tant que chasseur de chamois, se sentait plus à l'aise sur le terrain rocheux et essayait d'éviter les surfaces glaciaires, qui ne lui étaient pas familières. Entre 10 et 11 heures, Pichler, Klausner et Leitner atteignent le sommet, où ils ne restent que quelques minutes en raison du vent fort et du froid extrême. Après avoir descendu le même itinéraire, ils reviennent à Trafoi à 20 h. Le 1er octobre, Gebhard rapporta à l'archiduc Johann que le « grand travail » était terminé.
En 1805, l'archiduc charge alors Gebhard d'organiser une nouvelle ascension de l'Ortles et de trouver une nouvelle voie de Sulden au sommet. Toujours sous la direction de Josef Pichler, cette fois avec l'aide de Johann et Michael Hell de Passeier et d'un chasseur inconnu de Vallelunga, un abri est construit près de l'actuelle Hintergrathütte. Entre juillet et août, les quatre alpinistes gravissent l'Ortles à deux reprises via le Hinteren Grat. Aujourd'hui, cet itinéraire est généralement assimilé à la crête arrière. Aujourd'hui, ces ascensions, au cours desquelles l'itinéraire a été partiellement sécurisé avec des cordes afin de permettre à Gebhard de grimper également, sont considérées comme des réalisations alpines exceptionnelles. Le mauvais temps a cependant contrecarré l'ascension de Gebhard, qui s'est temporairement retiré à Mals. Là, il apprend que les ascensions de l'Ortles sont massivement mises en doute par de nombreuses personnes. Pour les ascensions suivantes les 27 et 28 août, qui sont principalement effectuées pour restaurer la voie, il donne à Pichler un grand drapeau à hisser au sommet, qui pouvait en fait être vu depuis Mals. Le 30 août, Gebhard, conduit par Pichler et accompagné du prêtre Stelvio Rechenmacher, atteignent le sommet et constitue ainsi la première ascension touristique de l'Ortles. Le groupe passe deux heures au sommet, qui sont utilisées pour des mesures scientifiques et pour trouver un site pour faire un cairn. Afin de dissiper tout doute subsistant sur les ascensions, Gebhard organise le transport d'une grande quantité de matériaux combustibles vers le sommet au cours des jours suivants, qui sont finalement enflammé le soir du 13 septembre. Le feu brûle pendant deux heures et peut être vu à l'œil nu jusqu'à 20 km. Quelques jours plus tard, Gebhard gravit à nouveau l'Ortles. Le sommet est ensuite rendu plus facilement accessible par la construction d'une cabane et d'un chemin sécurisé en permanence. Lorsqu'en 1805, à la suite de la paix de Presbourg, le Tyrol et avec lui l'Ortles tombent aux mains de la Bavière jusqu'en 1814, ces plans deviennent obsolètes. L'Ortles n'a ensuite pas été escaladé pendant 21 ans.
En 1826, un officier viennois inexpérimenté nommé Schelkeka engage Josef Pichler comme guide. Comme le Hintergrat n'est pas accessible à cette époque, Pichler choisit l'itinéraire de la première ascension via le Hinteren Wandlen. Le sommet fut également atteint le 13 août 1834 par cette ascension : Peter Karl Thurwieser remonte l'Ortles sous la direction de Josef Pichler, qui a maintenant 70 ans, mais qui n'atteint pas le sommet, et de trois autres habitants.

### Seconde moitié duXIXesiècle

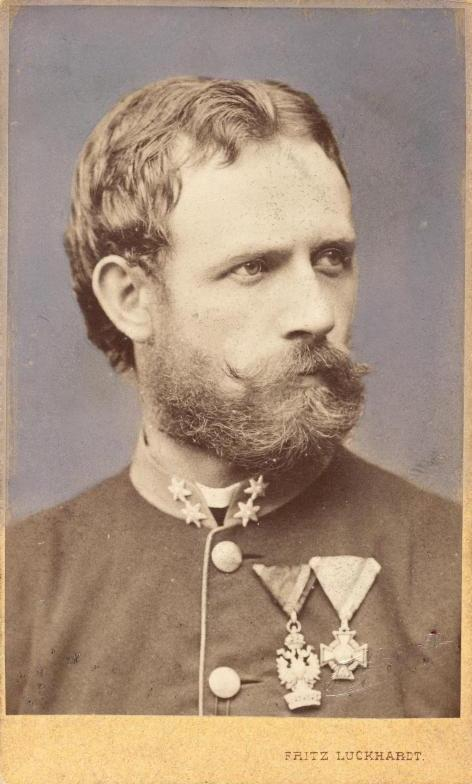
Julius von Payer, le découvreur de la voie normale d'aujourd'hui.

Après l'ascension de Thurwieser en 1834, l'Ortles est resté non escaladé pendant les 30 années suivantes. Deux tentatives pour atteindre le sommet via une nouvelle voie à travers le ravin Stickle-Pleiß près du Pleißhorngrat ont échoué. Pendant ce temps, les alpinistes les plus connus se concentrent principalement sur les quatre mille dans les Alpes occidentales. L'échec des quelques tentatives d'ascension au cours de cette période est attribué au manque de connaissances en alpinisme des guides locaux. En 1864, l'alpiniste anglais Francis Fox Tuckett vient avec H.E. Buxton et les deux guides suisses Christian Michel et Franz Biner dans le massif de l'Ortles. Après avoir escaladé le Monte Confinale et la Königspitze, entre autres, ils tentent une nouvelle voie depuis Trafoi via le Hohe Eisrinne et atteignent le sommet de l'Ortles le 5 août 1864. En septembre 1864, l'Anglais Headlam ouvre la voie depuis Trafoi via l'emplacement actuel de la Payerhütte. Un an plus tard, le 7 juillet 1865, Edmund Moïssissovics et V. Reinstadler avec le guide Johann Pinggera atteignent cette voie pour la première fois depuis Solda. Le 4 septembre de la même année, Pinggera conduit Julius von Payer, qui dessinera plus tard les premières cartes précises de l'Ortles et de ses environs, dans une variante de cet itinéraire vers le sommet, trouvant la montée la plus facile. C'est la première ascension par la voie normale d'aujourd'hui et, avec la descente de l'équipe à Trafoi, c'est également la première traversée de l'Ortles.
La nouvelle voie devient rapidement populaire, et l'Ortles est escaladé de plus en plus fréquemment. Alors que 12 ascensions sont signalées en 1868, 51 sont répertoriées en 1871 et 183 en 1881. En 1899, on pouvait compter jusqu'à 60 grimpeurs par jour. En 1875, le premier refuge, la Payerhütte, est construit pour faciliter l'ascension. D'autres hébergements ont suivi avec la Berglhütte en 1884, la Hintergrathütte initialement connue sous le nom de Bäckmannhütte en 1892, la Tabarettahütte en 1894 et la Hochjochhütte en 1901. Avec l'Edelweißhütte (construite en 1899) et l'Alpenrosenhütte (construite en 1910) dans le Trafoital, qui ont ensuite été détruites, il y avait encore plus de logements dans l'Ortles qu'il n'y en a aujourd'hui. La voie normale est améliorée avec des câbles en acier en 1888 pour faciliter l'ascension. Le Meranerweg sur le Pleißhorngrat est assuré en 1910 à l'initiative du pionnier du tourisme Theodor Christomannos. À cet apogée de l'alpinisme d'Ortles, de nombreux hôtels et un service de guides de montagne bien développé sont également créés à Solda et Trafoi. L'association des guides de montagne Sulden-Trafoi est fondée en 1865.
Theodor Harpprecht et son guide Peter Dangl redécouvrent le sentier via le Hintergrat le 19 juillet 1872 et ouvrent la voie via le canal Stickle-Pleiß dans la descente. Un an plus tard, le 9 août 1973, ils trouvent tous les deux un nouvel itinéraire du Suldenferner au Hochjochgrat, le ravin de Harpprecht, et l'utilisent pour atteindre le sommet. L'ascension continue du Hochjoch au sommet, qui avait été tentée à plusieurs reprises depuis 1867, n'est réussie que par Otto Schück avec Alois Pinggera et Peter Dangl le 15 juillet 1875. En 1879, Otto Schück a finalement ouvert le ravin qui porte son nom à travers la face est, qui est encore très glacé. Cet itinéraire, comme le couloir sud-ouest escaladé par B. Minnigerode, Alois et Josef Pinggera en 1878, est une ascension de glace et de névé, qui est presque exclusivement maîtrisée à l'aide de la technique des marches d'escalade, courante à l'époque. L'alpiniste britannique Beatrice Tomasson et son guide Hans Sepp Pinggera escaladent la face sud-ouest pour la première fois en 1898. Avec la première ascension du Marltgrat par O. Fischer, E. Matasek, R.H. Schmitt et L. Friedmann le 22 août 1889 et du Rothböckgrat par H. Rothböck, F. Pinggera et F. Angerer le 30 juin 1904, toutes les grandes crêtes de l'Ortles ont été escaladées. Le Rothböckgrat fut alors longtemps considéré comme l'itinéraire le plus difficile de l'Ortles.

### Première Guerre mondiale

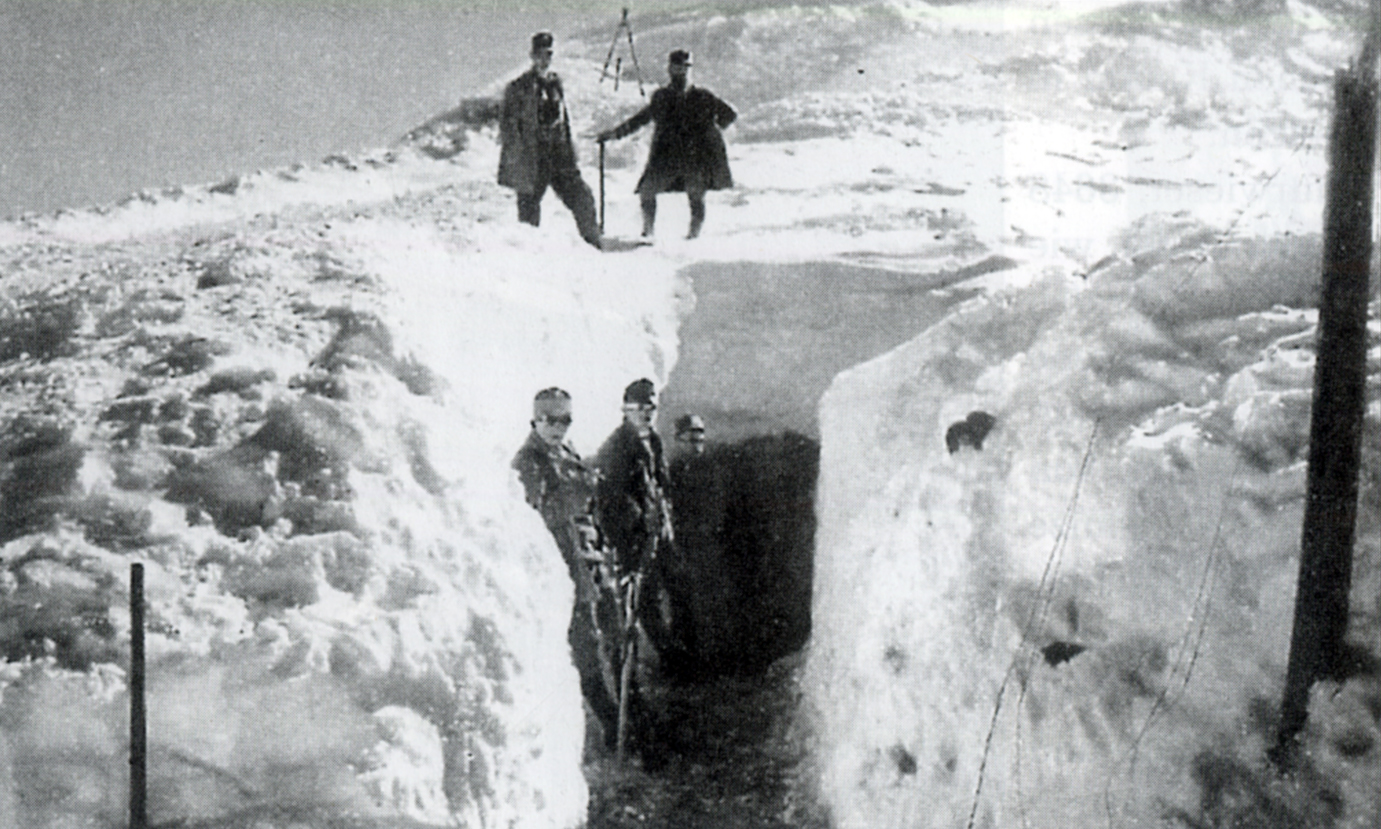
Entrée du tunnel au sommet de l'Ortles.

Au début de la Grande guerre en 1915, le terrain de haute montagne de l'Ortles ne semble présenter aucun intérêt pour les opérations militaires. L'armée austro-hongroise envisage de se défendre contre l'Italie au col du Stelvio, mais surtout au barrage routier de Gomagoi. Cependant, les Standschützen commence à occuper certains sommets jusqu'à 3 700 m. Lorsque les Alpini occupent le Hochjoch, le col de l'Ortles, le Trafoier Eiswand et la Thurwieserspitze en 1916 et que les premières patrouilles italiennes sont aperçues au sommet de l'Ortles, l'armée austro-hongroise craint que ce point stratégiquement important soit occupé par l'Italie et la bataille est alors recentrée géographiquement. Un téléphérique reliant Solda à la Payerhütte en 20 minutes est construit. Un autre petit téléphérique destiné au transport de matériel conduit juste en aval du sommet, et un premier abri sont construits sur le Tschierfeck. À partir de l'été 1916, la position la plus élevée de toute la guerre se trouve sur le plateau sommital de l'Ortles. Jusqu'à 30 soldats vivent ici dans un tunnel creusé dans la glace. Une réserve de provisions et de carburant est stockée pour trois semaines. Il y a une ligne téléphonique de terrain de haute qualité, une station météo et même un petit laboratoire photo. Un autre tunnel, long de 150 mètres, s'étend au sommet inférieur au Hochjochgrat. Des tentatives sont effectuées pour conjurer une éventuelle attaque italienne sur le Hochjochgrat avec du fil de fer barbelé et une position de mitrailleuse habitée en permanence.

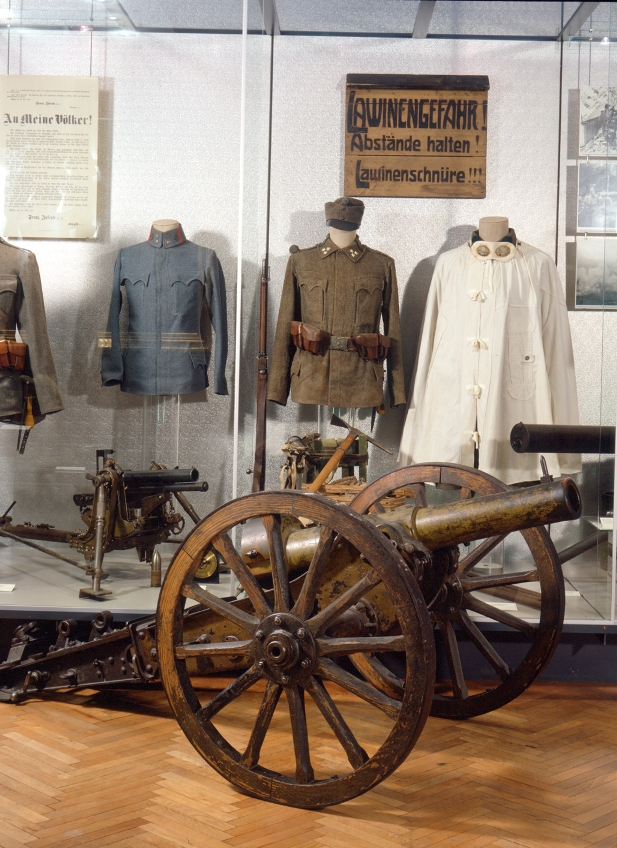
Canon M99.

Alors que le sommet principal lui-même n'est occupé que par un garde de terrain, le premier canon de 1916 est amené dans une tranchée située au sommet inférieur. Ce canon de montagne M99 d'un calibre de 7 cm se trouve maintenant au musée d'histoire militaire de Vienne. Ce canon obsolète, construit en 1899, n'a pas de recul et une précision médiocre, mais en raison de sa position plus élevée, il est supérieur aux canons italiens beaucoup plus modernes du Thurwieserspitze et du Trafoier Eiswand, qui n'atteignent presque jamais le plateau sommital de l'Ortles. Le canon est ensuite renforcé par un second, et des canons sont également installés sur le Pleißhorn. En 1917, les prisonniers de guerre russes remorquent deux plus gros canons de 10,5 cm jusqu'au sommet. Ces canons de campagne M75, construits en 1875, sont très anciens, mais d'une qualité supérieure et une portée plus longue. Les positions sur l'Ortler-Vorgipfel et sur le Pleisshorn ont joué un rôle important dans la destruction de la position de mitrailleuse italienne sur la Thurwieserspitze en août 1916 et dans la conquête du Trafoier Eiswand par l'armée autrichienne le 3 septembre 1917.
Les plus grands dangers ne viennent pas des bombardements de l'armée italienne, mais des conditions climatiques à haute altitude. Le 4 mars 1914, 15 membres d'un détachement militaire de ski meurent dans une avalanche alors qu'ils montaient à la Payerhütte. Pendant l'hiver rigoureux de 1916/1917, il y a de nombreuses avalanches sur le front de l'Ortles. Le sommet est recouvert de plusieurs mètres de neige et est coupé du monde extérieur pendant plusieurs jours, voire une semaine. Le réseau téléphonique tombe souvent en panne, de sorte qu'un réseau de stations de signalisation optique, qui peut au moins transmettre des messages de sommet en sommet lorsque la visibilité est bonne, est utilisé. Lorsque la ligne téléphonique est à nouveau détruite en 1918, des pigeons voyageurs sont utilisés. En revanche, un peu plus bas, sur la Payerhütte, facilement accessible en téléphérique, il n'y a pratiquement aucun problèmes similaire. En tant que lieu sûr, il est fréquemment visité par des célébrités qui souhaitaient visiter le front. Parmi eux se trouve le découvreur Sven Hedin et l'archiduc Joseph qui a même gravi le sommet. À la suite de telles visites, le front de l'Ortles est souvent appelé le « Salonfront ». Cette réputation, également répandue au sein de l'armée, joue un rôle majeur dans le fait que les positions sur l'Ortles ne sont pas été armées pendant longtemps, malgré leur rôle stratégique important.
En 1918, la position est encore élargie, mais la situation de l'approvisionnement s'est aggravée. Il n'y a pratiquement pas d'incidents militaires au cours de la dernière année de guerre. Après une certaine irritation au sujet d'un prétendu armistice dans les jours précédents, le sommet de l'Ortles est finalement dégagé le 4 novembre. De nombreux équipements sont abandonnés. La localisation de certains des canons n'a pas été clarifiée à ce jour. Ils sont probablement dans la glace. En plus des restes des abris, un enchevêtrement de barbelés peut encore être trouvé sur le Hochjochgrat. La glace continue de libérer l'équipement des soldats et même des balles réelles.

### Après-guerre
Pendant la Première Guerre mondiale, l'Ortles n'a qu'une importance militaire. L'alpinisme au sens habituel s'est arrêté, mais dans le cadre des opérations militaires, il y a des exploits remarquables d'un point de vue sportif, comme terminer le parcours normal depuis la Payerhütte en 1 h 20.

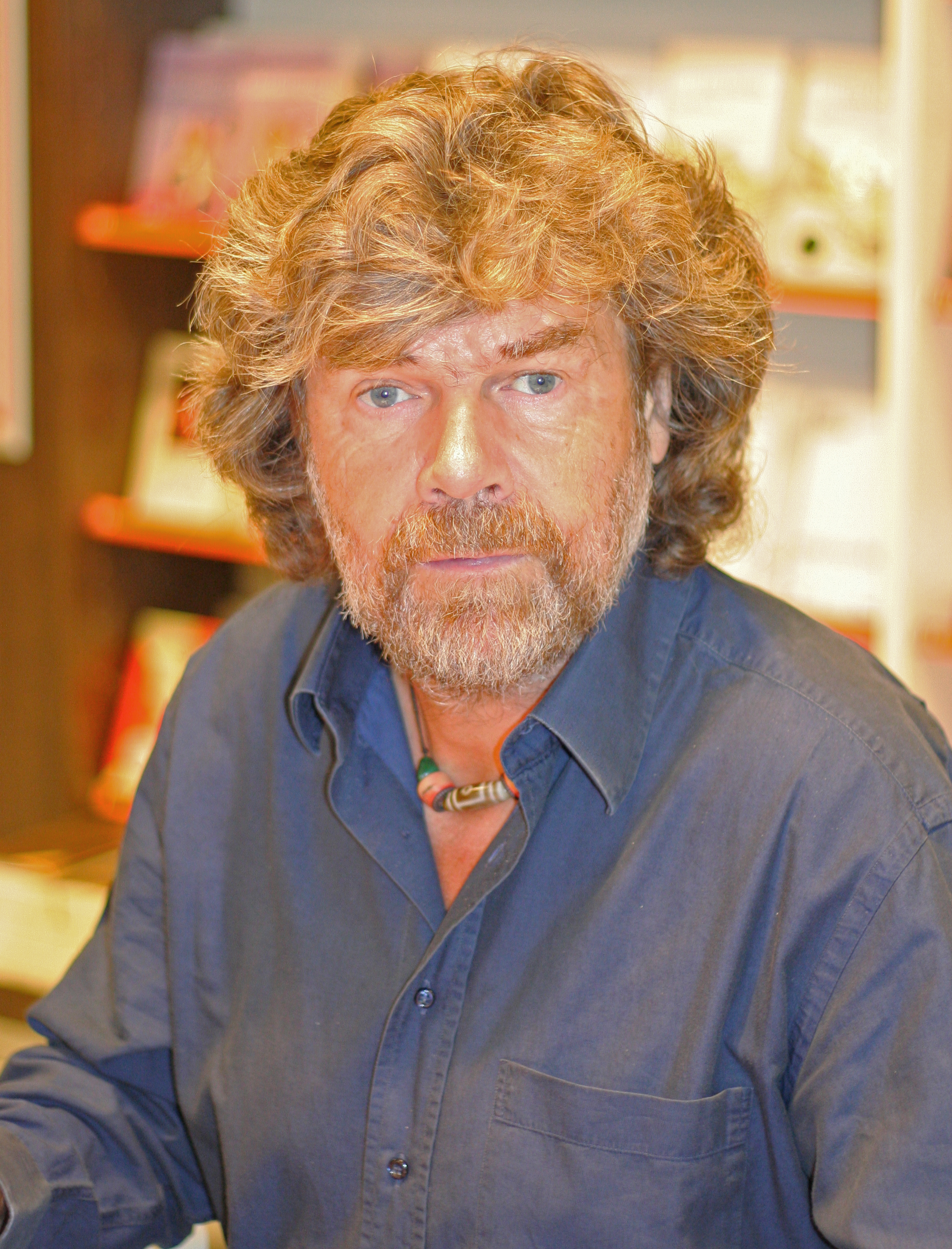
Reinhold Messner a effectué trois premières ascensions sur l'Ortles.

La face nord de 1 200 m de haut, la plus haute paroi de glace des Alpes orientales, est la dernière voie non résolue sur l'Ortler après la guerre. Après une tentative ratée de Willy Merkl et Willo Welzenbach, Hans Ertl et Franz Schmid réussissent la première ascension le 22 juin 1931 en 17 h. La face nord n'est ensuite escaladée qu'en 1956. En 1963, P. Holl et H. Witt trouvent un nouvel itinéraire à travers la face nord, qui est toujours considéré comme l'un des itinéraires combinés les plus difficiles des Alpes orientales. La même année, Dieter Drescher réussit la première ascension en solitaire de l'Ertlfuhre, et, le 22 juillet 1964, Reinhold et Günther Messner grimpent directement à travers le glacier suspendu encore existant de la face nord.
Depuis les années 1930, plusieurs nouveaux circuits ont également été entrepris en dehors de la face nord, comme le Soldàweg (1934), la face nord-nord-ouest (1935) ou le pilier sud-ouest, dont la première ascension a été filmée par Reinhold Messner, Hermann Magerer et Dietmar Oswald le 15 août 1976. Cependant, ces itinéraires sont rarement ou jamais des circuits répétés. Les alpinistes de la fin du XXe siècle recherchent de nouveaux défis sur l'Ortles avec des ascensions hivernales. Après l'ascension de la voie normale le 7 janvier 1980 par R. Lendenfeld et Peter Dangl, les voies les plus difficiles sont également escaladées dans des conditions hivernales, comme la face nord en 1964, le Marltgrat en 1965 et le Rothböckgrat en 1966. Heini Holzer skie le Schückrinne en 1971, et en 1975 il effectue également la descente du Minnigerode. K. Jeschke et M. Burtscher dévalent la face nord à ski en 1969, bien qu'ils doivent descendre plusieurs fois en rappel. En 1982, Andreas Orgler réussit la première descente continue. En 1986, Kurt Walde est le premier à décoller du sommet de l'Ortles en parapente après avoir escaladé la face nord.
Aujourd'hui, l'activité de développement sur l'Ortles s'est en grande partie arrêtée. Les premières ascensions de nouvelles voies sont pratiquement inexistantes. Reinhold Messner, lorsqu'il a voulu répéter le chemin de Josef Pichler à travers le Hintere Wandlen à l'occasion du 200e anniversaire de la première ascension, trouve une nouvelle variante de cette ascension historique. La même année, le Meraner Weg, qui était tombé en mauvais état depuis longtemps, est rénové et réassuré de sorte qu'il existe aujourd'hui trois itinéraires fréquemment utilisés : celui-ci, l'itinéraire normal et l'Hintergrat.

### Monument sommital

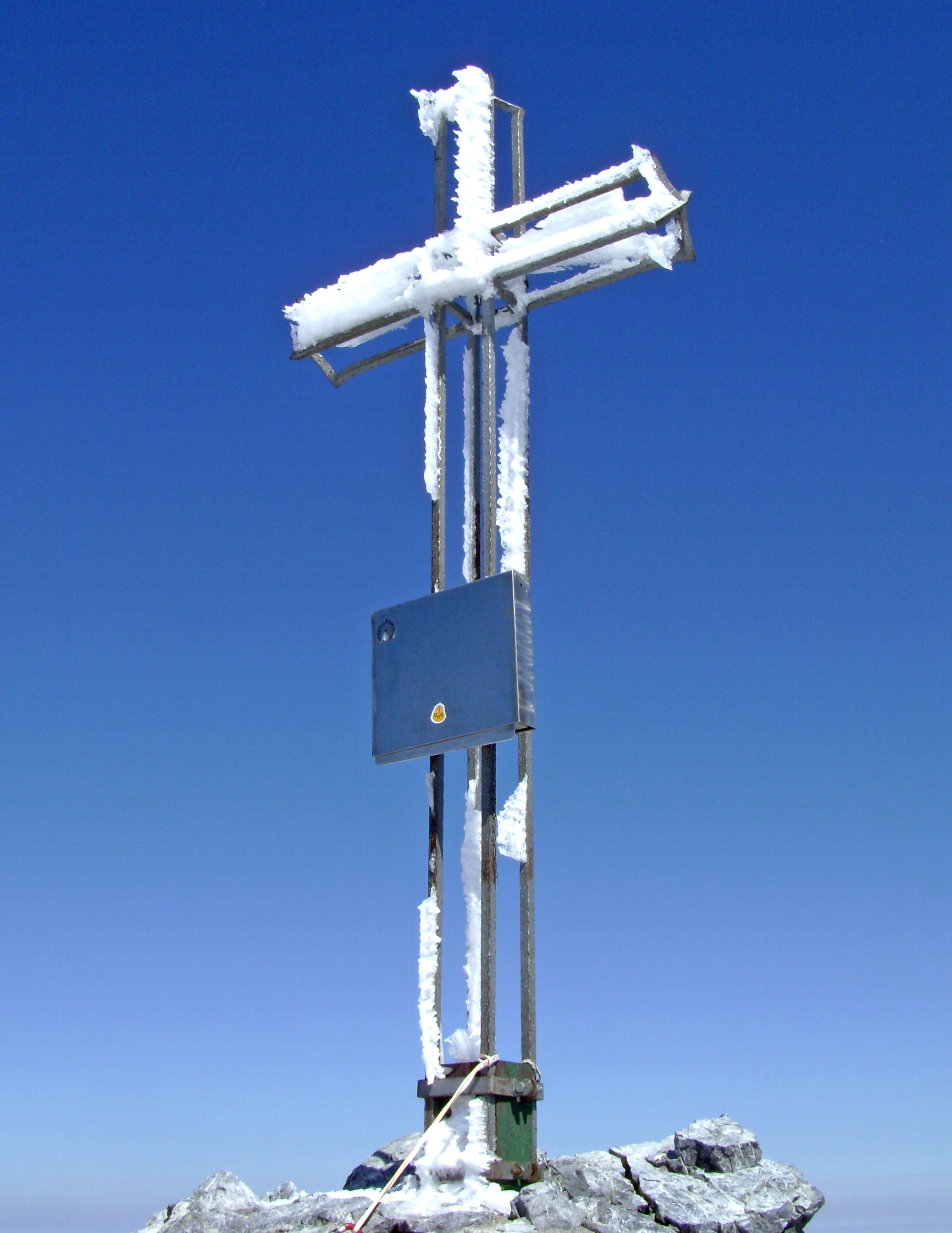
Croix sommitale en 2012.

L'organisateur de la première ascension, Johannes Gebhard, fait les premiers plans pour ériger un signe au sommet de l'Ortles en 1804. Il détermine également l'emplacement exact. Une pyramide de pierre de 26 pieds de haut et une station météo sont prévues. Les travaux préparatoires au sommet, tels que le nivellement d'une place et le cassage de pierres, commencent rapidement. Néanmoins, la perte temporaire du Tyrol par l'empire des Habsbourg entre 1805 et 1814 signifie, en plus d'une interruption à long terme des ascensions de l'Ortles, la fin de ces plans.
Ce n'est qu'en 1888 que le Comité Ortler est fondé à Vienne à l'occasion du 40e anniversaire du règne de l'empereur François-Joseph I. Il se donne pour tâche d'ériger sur l'Ortles l'obélisque de l'empereur François-Joseph de cinq mètres de haut. À cette époque, les pyramides, les drapeaux et autres signes du pouvoir séculier étaient de plus en plus souvent placés sur les sommets au lieu des croix sommitales habituelles. Cependant, l'installation a été rejetée par les clubs alpins car irréalisable, notamment par le vice-président du Club alpin autrichien Julius Meurer, et a finalement été empêchée. L'inauguration prévue du monument n'a pas eu lieu le 3 décembre 1888, mais le drapeau de la maison de Habsbourg a été hissé au sommet. L'obélisque a ensuite été érigé au col du Stelvio et porte aujourd'hui une inscription faite par les fascistes en 1925. Il ne doit pas être confondu avec un autre obélisque sur la route nationale 38, qui a été érigé en 1884 par le Club alpin autrichien en l'honneur du premier alpiniste Josef Pichler.

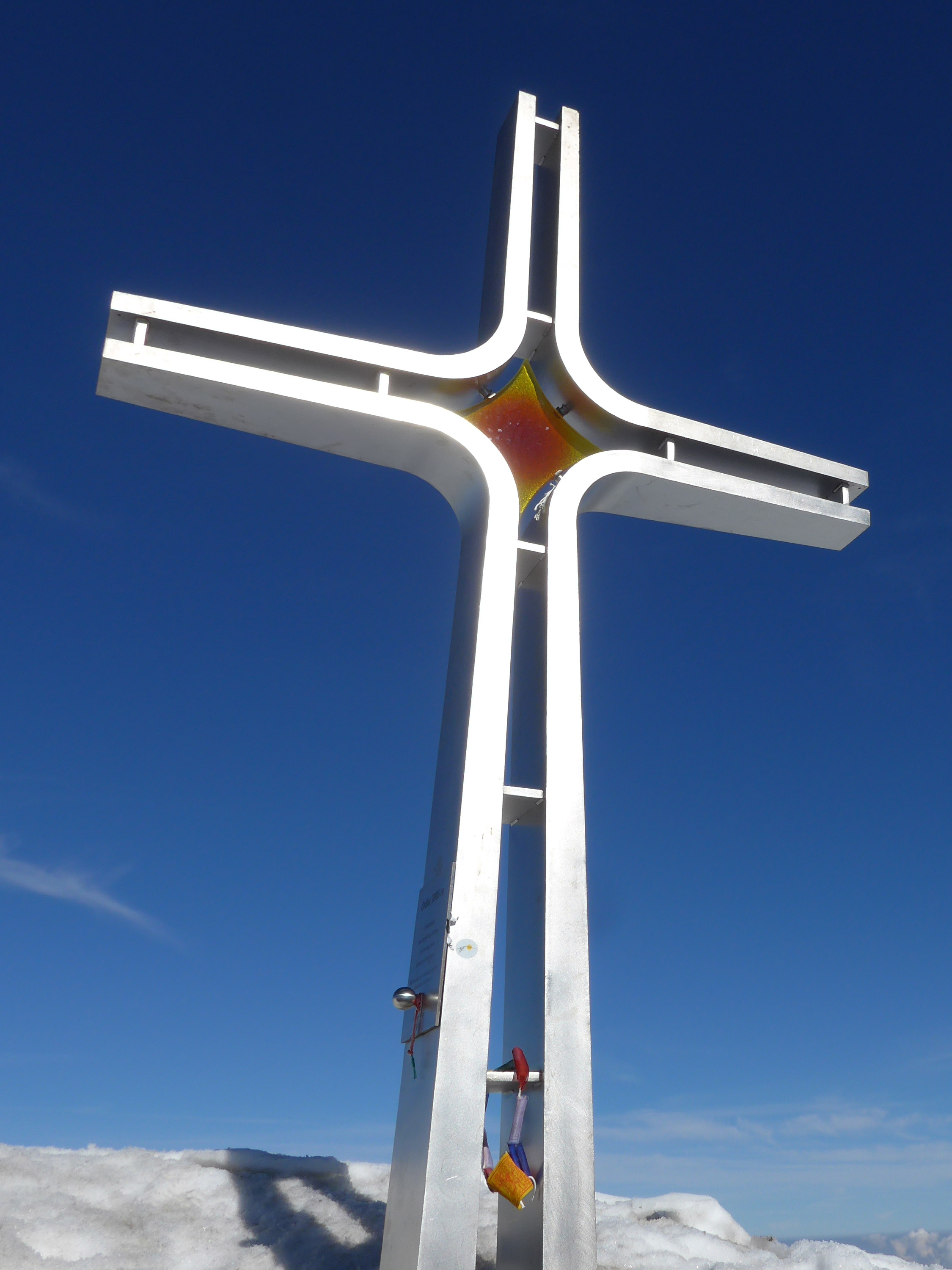
Croix sommitale actuelle érigée en juin 2013.

Enfin, le 1er août 1954, la section du Club alpin sud-tyrolien du val Venosta érige une croix sommitale pour marquer le 150e anniversaire de la première ascension. La croix de 3,5 mètres de haut porte les inscriptions « Dieu avec nous » et « 1804 - 150 ans d'ascension de l'Ortles - 1954 » et est inaugurée le 29 septembre 1954, au lendemain des célébrations du 150e anniversaire à Trafoi. La croix est rénovée en 2004 à l'occasion du 200e anniversaire de la première ascension, puis bénie le 31 mai. Un livre d'or est également attaché à la croix. La croix est probablement arrachée de son ancrage le 26 août 2012 et tombe dans le canal Schück.
En conséquence, les étudiants en formation professionnelle de Schlanders et Brixen ont produit une nouvelle croix sommitale en acier inoxydable, pesant environ 400 kg. En juin 2013, elle est héliportée au sommet de la montagne, assemblée puis posée.

## Légendes
La légende de la chasse fantastique, qui était connue ici sous le nom de Wilde Fahr et qui devait également avoir son point de départ à l'Ortles, vient de la religion germanique. Dans ce mythe aussi, l'Ortles est associé au royaume des morts.
Une légende postérieure est plus connue, dans laquelle l'Ortles apparaît comme un géant. Celui-ci est vaincu par le nain Stelvio et moqué dans un poème (« Oh, géant Ortler, comme tu es petit ») puis se fige dans la glace et la neige. Selon une autre légende, un ours se serait échappé de ses chasseurs par le Hintergrat jusqu'à Trafoi en 1881. Le Bärenloch, un bassin glaciaire sous le Tschierfeck, est également associé à un ours dans l'Ortles : on dit qu'il doit son nom à la découverte d'un squelette d'ours à cet endroit.